# Кпенгла
Кпенгла (д/н — 1789) — 8-й ахосу (володар) Дагомеї в 1774—1789 роках. Його головним символом був птах Акпан з рушницею.

## Життєпис
Походив з династії Алладаксону. Син ахосу Агаджи і брат ахосу Тегбесу. Про молоді роки його обмаль відомостей. також достеменно невідомо, чи був Кпенгла названим спадкоємцем (відашо). 1774 року після смерті батька він загоном увійшов до палацового комплексу ахосу, де внаслідок жорстких боїв з братами захопив владу.
З самого початку стикнувся з обмеженнями в работоргівлі через політику держави Ойо, якій до того ж Дагомея повинна була сплачувати щорічну данину. Тому Кпенгла вирішив звільнитися від цього тягаря. Втім спочатку намагався домовитися з Абіодуном, алаафіном Ойо, що закріплення за Дагомеєю офіційного статусу посередниками рабами між ойо та європейцями. Натоміть запропонував знищити власні порти для работоргівлі. У 1782 і 1784 роках ахосу знищив порти Епе і Бадагрі відповідно, розраховуючи відповідно до угоди про перенесення работоргівлі Ойо з Хогбону до Уїди, що належав Дагомеї. Але Абіодун не виконав домовленості. У відповідь 1786 року Кпегла заборонив работоргівлю з Ойо.
1787 року в порту Уїда створив державну монополію на торгівлю з французами і британцями. Для поліпшення торгівлі наказав провести велику дорогу від Уїди до Кани, а згодом — Абомея. Крім того, він встановив контроль за цінами на рабів, значно зменшивши ціну. Торгівці, що намагалися обійти накази були страчені або продані в рабство. У відповідь работоргівці взагалі вирішили не продавати через Уїду, що позначилося на обсягах работоргівлі. У відповідь 1788 року ахосу відправив загони з рейдами для вилову рабів.
Втім погіршення дохідності работоргівлі призвело ахосу до підтримки сільського господарства. Він наказував активно вирощувати просо, кукурудзу, сорго, ямс, квасолю, картоплю, олійну пальму, апельсинові дерева, африканський рис тощо.

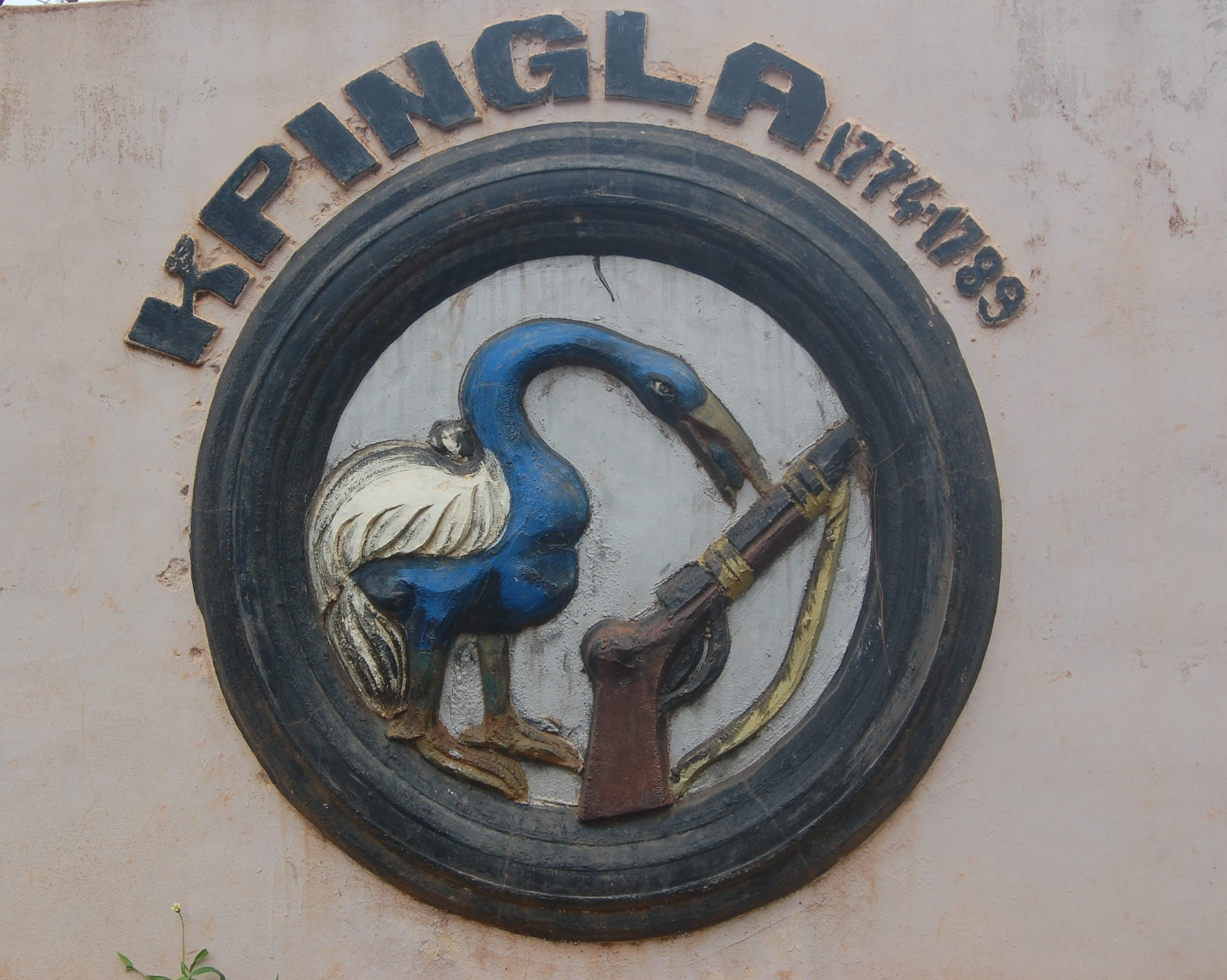
Символ Кпенгли

Водночас здійснював нові загарбання, перемігши й убивши Агбану, володаря Попо, розширивши володіння на захід (область сучасного Того). Завершив переозброєння вогнепальною зброєю свого війська. Також остаточного розвитку набув жіночий військовий корпус.
У релігійній політиці дотримував терпимості, внаслідок чого в його містах мешкали християни, мусульмани та прихильники різних африканських вірувань.
Помер ахосу 1789 року під час епідемії віспи. Йому спадкував син Агонгло.

## У мистецтві
Є одним з героїв історичного французького коміксу «Пасажири вітру».